# Армійський комісар 2-го рангу
Армі́йський коміса́р 2-го ра́нгу — військове звання вищого військово-політичного складу збройних сил Радянського Союзу з 1935 до 1942. Вище за рангом ніж корпусний комісар, але нижче за армійський комісар 1-го рангу. 
До 1940 року звання армійського комісара 2-го рангу дорівнювало військовому званню командарм другого рангу та флагману флоту 2-го рангу.
Військовому званню армійського комісара 2-го рангу також відповідало спеціальне звання комісара держбезпеки 2-го рангу.
Військове звання армійського комісара 2-го рангу також відповідало спеціальним званням армінженер, армінтендант, армвоєнюріст, армврач, армветврач.

## Історія

Армійський комісар 2-го рангу Амелін Михайло Петрович, у однострої з відповідними знаками розрізнення

### Передумови появи
Після падіння Російської імперії в 1917 році, в російських республіканських військах вже вводиться інститут військових комісарів, які здійснювати політичний контроль за діями командирів військових формувань, до яких вони були надані. Посаду військового комісара було введено в армії і флоті Постановою Тимчасового уряду від 30 червня (13 липня) 1917 року № 132 . Після Жовтневого заколоту інститут військових комісарів був також узаконений в сформованій Робітничо-Селянській Червоній армії Положенням Наркомвоєна РРФСР «Про військових комісарів, членів Військових рад» від 24 березня (6 квітня) 1918 року. Комісари були повновладними представниками партії (більшовиків) в військових підрозділах до яких вони були приписані. У наступний період інститут військових комісарів в РСЧА двічі скасовували (1925 -1937 і 1940-1941), вводячи замість нього інститути помполітів і замполітів. Згідно з  посадою були комісари батальйону, полка, бригади, дивізії, армії, та інші.

### Поява персональних звань
У 1935 році з введенням персональних звань командного складу були введені також спеціальні звання для політробітників: «молодший політрук», «політрук» і «старший політрук», що відповідали загальним військовим званням «лейтенант», «старший лейтенант» і «капітан». Старші політробітники мали спеціальні звання із словом «комісар»: «батальйонний комісар» (майор), «полковий комісар» (полковник), «дивізійний комісар» (комдив) тощо (у дужках надані відповідні загальні військові звання). 

### Скасування окремих звань військово-політичного складу
В жовтні 1942 року посади військових комісарів в Червоній армії були остаточно скасовані, рішенням ДКО від 9 жовтня 1942 року в армії і на флоті була ліквідована система військових комісарів, і всім їм надаються командні звання. Причому звання надавалися на ступінь нижче. Так наприклад, якщо раніше молодший політрук дорівнював лейтенантові, то нове звання йому надавалося — молодший лейтенант. Різко було скорочено число політичних посад. Частина вчорашніх політруків і комісарів призначалися заступниками командирів по політчастині (від роти і вище), частина була переведена на командні посади. Якщо раніше політрук або комісар користувалися рівною з командиром владою в підрозділі, частині, то тепер вони стали заступниками командирів по політчастині (замполіти).

## Знаки розрізнення
Для звання армійський комісар 2-го рангу був введений знак розрізнення в чотири ромба в петлиці, як у командарма 2-го рангу, відрізняючись тільки окантовкою петлиць. Замість командирської золотистої окантовки була чорна, як у решти політпрацівників, а також у молодшого комскладу і червоноармійців,
Військовослужбовці вищого політичного складу мали на обох рукавах вище за обшлаг або манжету однакові для всіх звань червоні суконні зірки діаметром 55 мм. Зірки по краю обшивалися червоною шовковою ниткою, а в центрі мали вишиті золотистою ниткою серп і молот.
Військові комісари, які проходили службу на флоті, носили форму військово-морських сил (РСЧФ). Знаки розрізнення розташовувалися на рукавах у вигляді смуг із золотої стрічки на рукаві, як і у вищого командного складу флоту. Відмінність була в тому, що просвіти між смугами були червоного кольору (у командного складу колір мундира), а так само в тому, що розташовувалася на рукаві зірка була червоною і облямована золотим шиттям (у командного складу повністю золота).
У армійського комісара 2-го рангу знаки розрізнення аналогічні флагману флоту 2-го рангу, чотири смуги на рукаві (одна широка, вище якиї три середніх).

## Носії

### 1935 рік
- 20.11.1935
  - Амелін Михайло Петрович (1896-1937), член Військової ради при наркомі оборони СРСР, начальник політуправління Київського військового округу. Розстріляний 8 вересня 1937 року.
  - Аронштам Лазар Наумович (1896-1938), член Військової ради при наркомі оборони СРСР, член Військової ради Приволзького військового округу. Розстріляний 25 березня 1938 року.
  - Булин Антон Степанович (1894-1938), член Військової ради при наркомі оборони СРСР, начальник політуправління Білоруського військового округу. Розстріляний 29 липня 1938 року.
  - Векличев Георгій Іванович (1898-1938), член Військової ради при наркомі оборони СРСР - начальник політуправління Московського військового округу. Розстріляний 8 січня 1938 року.
  -  Гришин, Олександр Сергійович (1891-1937), член Військової ради - начальник політуправління Балтійського флоту. Застрелився, побоюючись арешту 15 липня 1937 року.
  - Гугін Григорій Іванович (1896-1937), член Військової ради при наркомі оборони СРСР - начальник політуправління  Чорноморського флоту. Розстріляний 26 листопада 1937 року.
  - Іппо Борис Михайлович (1898-1937), начальник Військово-політичної академії імені М. Г. Толмачова і член Військової ради при народному комісарові оборони СРСР . Розстріляний 26 листопада 1937 року.
  - Кожевников Сергій Миколайович (1896-1938), член Військової ради - начальник політуправління  Харківського військового округу. У грудні 1936 року зміщений з поста без нового призначення; в липні 1937 звільнений з РСЧА. Розстріляний 9 січня 1938 року.
  - Ланда Михайло Маркович (1890-1938), відповідальний редактор газети  «Червона зірка». Розстріляний 28 липня 1938 року.
  - Мезіс Август Іванович (1894-1938), член Військової ради при наркомі оборони СРСР - начальник політуправління  Приволзького військового округу. Розстріляний 21 квітня 1938 року.
  - Окунєв Григорій Сергійович (1900-1938), член Військової ради при наркомі оборони СРСР - начальник політуправління  Тихоокеанського флоту. Розстріляний 28 липня 1938 року.
  - Осепян Гаїк Олександрович (1891-1937), заступник начальника  Головного політичного управління РСЧА. Розстріляний 10 вересня 1937 року.
  - Славін Йосип Яремович (1893-1938), начальник Управління військово-навчальних закладів РСЧА. Розстріляний 15 березня 1938 року.
  - Смирнов Петро Олександрович (1897-1939), член Військової ради при наркомі оборони СРСР - начальник політуправління  Ленінградського військового округу. У грудні 1937 року підвищений до  армійського комісара 1-го рангу, призначений наркомом Військово-морського флоту СРСР. Розстріляний 23 лютого 1939 року.
  - Шіфрес Олександр Львович (1898-1938), начальник Військово-господарської академії РСЧА і член Військової ради при народному комісарові оборони СРСР. Розстріляний 25 вересня 1938 року.

### 1937 рік
- 14.06.1937
  - Берзін Ян Карлович (1889-1938), начальник Головного розвідувального управління РСЧА і член Військової Ради при Народному комісарові оборони СРСР, розстріляний
- 30.12.1937
  - Мехліс Лев Захарович (1889-1953), начальник Головного політичного управління РСЧА, підвищений у званні до  армійського комісара 1-го рангу в 1939 рік у
  - Щаденко Юхим Опанасович (1885-1951), начальник Управління командного і начальницького складу РСЧА, підвищений у званні до  армійського комісара 1-го рангу в 1939 році

### 1939 рік
- 28.04.1939 
  - Рогов Іван Васильович (1899-1949), начальник Головного управління політичної пропаганди РСЧФ, переатестований на генерал-лейтенанта берегової служби

### 1940 рік
- 04.04.1940
  - Запорожець Олександр Іванович (1899—1959), член Військової Ради Московського військового округу, підвищений у званні до армійського комісара 1-го рангу в 1941 році
- 20.06.1940
  - Бірюков Микола Іванович (1901—1974), член Військової Ради Далекосхідного фронту, переатестований на генерал-лейтенанта танкових військ
  - Борисов Володимир Миколайович (1901—1984), заступник начальника Головного управління політичної пропаганди РСЧА, засуджений в липні 1941 року на 5 років ВТТ за шахрайство з позбавленням звання. У 1944 році звільнений достроково, присвоєно звання полковника. У 1948 році заарештований повторно і засуджений на 5 років. Термін відбув повністю. Реабілітований у 1954 році.

### 1941 рік
- 22.10.1941 
  - Степанов Павло Степанович (1901-1977), заступник командувача ВПС СРСР по політичній частині, переатестований на генерал- майора авіації
- 17.11.1941  
  - Кузнецов Федір Федотович (1904-1979), заступник начальника Головного управління політичної пропаганди РСЧА, переатестований на генерал-лейтенанта

| Молодше звання Корпусний комісар | ГПУ РСЧА СРСР Армыйський комісар 2-го рангу | Старше звання Армійський комісар 1-го рангу |